# 1984年中華民国総統選挙
1984年中華民国総統選挙（1984ねんちゅうかみんこくそうとうせんきょ、繁: 1984年中華民國總統選舉）は、1984年（民国73年）3月21日に中華民国で行われた、総統（第7期）を選出する選挙である。

## 概要
選挙方式は選挙により選出された国民大会代表を通して投票される間接選挙であった。投票は台北市陽明山の中山楼で行われ、副総統選挙も同時に実施された。副総統選挙は総統選挙とは別に集計され、現在のように総統と副総統の候補者が一括して選挙戦を行うものではなかった。
投票の結果、中国国民党候補者の蔣経国が1,012票を獲得して第7期中華民国総統に就任した。翌22日に行われた副総統選挙では同じく中国国民党の李登輝が当選した。
1984年、再選を目指す蔣経国は副総統候補指名において本省人の謝東閔が高齢であったことから、台湾省政府主席の李登輝を指名した。当時の李登輝は政治経歴や政界での影響力が限定的であり、外省人の孫運璿や本省人である内政部長の林洋港、省議会議長の高育仁や前高雄市長の蘇南成等の有力者を押さえて指名されたことは当時大きな驚きをもって迎えられた。
李登輝の指名に際しては副総統であった謝東閔に対しても極秘に勧められた。一般にはソビエト連邦共産党への入党経験のある蔣経国と、中国共産党への入党経験のある李登輝の政治的な共通点と、李登輝自身の政治能力の高さ、そして李登輝が台湾出身の学者として蔣経国に評価されていたことがその理由であったと考えられている。

## 候補者
| 中国国民党  |                           |
| 総統候補    | 副総統候補                |
| 蔣経国      | 李登輝                    |
|             |                           |
| 総統 党主席 | 台湾省政府主席 元台北市長 |

## 選挙結果

### 総統選挙
| 候補者                                               | 候補者             | 所属政党           | 得票数 | 得票率 |
|                                                      | 蔣経国             | 中国国民党         | 1,012  | 100.0% |
|                                                      |                    |                    |        |        |
| 有効投票（有効率）                                   | 有効投票（有効率） | 有効投票（有効率） | 1,012  | 99.22% |
| 無効票数（無効率）                                   | 無効票数（無効率） | 無効票数（無効率） | 8      | 0.78%  |
|                                                      |                    |                    |        |        |
| 投票総数（投票率）                                   | 投票総数（投票率） | 投票総数（投票率） | 1,020  | 95.86% |
| 棄権者数（棄権率）                                   | 棄権者数（棄権率） | 棄権者数（棄権率） | 44     | 4.13%  |
|                                                      |                    |                    |        |        |
| 出席者数（出席率）                                   | 出席者数（出席率） | 出席者数（出席率） | 1,064  | 34.94% |
| 定数                                                 | 定数               | 定数               | 3,045  | 100.0% |
| 出典：「第2次蔣経国体制の出帆 : 1984年の台湾」劉文甫 |                    |                    |        |        |

### 副総統選挙
| 候補者                                               | 候補者             | 所属政党           | 得票数 | 得票率 |
|                                                      | 李登輝             | 中国国民党         | 873    | 100.0% |
|                                                      |                    |                    |        |        |
| 有効投票（有効率）                                   | 有効投票（有効率） | 有効投票（有効率） | 873    | 87.39% |
| 無効票数（無効率）                                   | 無効票数（無効率） | 無効票数（無効率） | 126    | 12.61% |
|                                                      |                    |                    |        |        |
| 投票総数（投票率）                                   | 投票総数（投票率） | 投票総数（投票率） | 999    | 93.89% |
| 棄権者数（棄権率）                                   | 棄権者数（棄権率） | 棄権者数（棄権率） | 65     | 6.11%  |
|                                                      |                    |                    |        |        |
| 出席者数（出席率）                                   | 出席者数（出席率） | 出席者数（出席率） | 1,064  | 34.94% |
| 定数                                                 | 定数               | 定数               | 3,045  | 100.0% |
| 出典：「第2次蔣経国体制の出帆 : 1984年の台湾」劉文甫 |                    |                    |        |        |